# Plateau de Diesse
Plateau de Diesse (toponimo francese) è un comune svizzero di 2 067 abitanti del Canton Berna, nella regione del Giura Bernese (circondario del Giura Bernese).

## Storia
Il comune di Plateau de Diesse è stato istituito il 1º gennaio 2014 con la fusione dei comuni soppressi di Diesse, Lamboing e Prêles; capoluogo comunale è Prêles.

## Geografia antropica

### Frazioni
Le frazioni di Plateau de Diesse sono:
- Diesse[3]
  - Mamelon-Vert
- Lamboing[4]
  - Derrière-la-Chaux
  - Les Moulins
  - Les Prés de Macolin Derrière
- Prêles[5]
  - Châtillon

## Amministrazione
Comune politico e comune patriziale sono uniti nella forma del commune mixte.